# Edsge Marten Teenstra
Edsge Marten Teenstra (Grijpskerk (Gr.), 25 juli 1873 - 's-Gravenhage, 24 mei 1958) was een Nederlands landbouwer en politicus
Teenstra was een Groningse landbouwer die in 1909 voor het district Zuidhorn als vrijzinnig-democraat in de Tweede Kamer kwam. Hij was daar woordvoerder op het gebied van landbouw en nijverheid. In de veronderstelling dat zijn partij zetels zou verliezen en hij kans liep niet herkozen te worden, verliet hij begin 1922 met Van Beresteyn de VDB-fractie. Hij nam in dat jaar zonder succes als lijsttrekker van de Plattelandspartij deel aan de verkiezingen.
- Biografisch Portaal: 11305164
- Parlement.com: vg09lla4ozxy